# Fortissimus
Fortissimus est une compétition de force tenue à Notre-Dame-du-Rosaire, au Québec, Canada.  Elle est organisée par le promoteur Paul Ohl.  La première édition de cet événement, en 2008, a eu lieu du 27 au 29 juin devant plus de 3500 spectateurs.
Cette compétition se veut un hommage à Louis Cyr, un homme fort québécois.  Elle consiste en une suite de dix épreuves, disputées sur deux jours.
| Position | Compétiteur         | Pays             | Pointage |
| -------- | ------------------- | ---------------- | -------- |
| 1        | Zydrunas Savickas   | Lituanie         | 124.5    |
| 2        | Derek Poundstone    | États-Unis       | 118      |
| 3        | Brian Shaw          | États-Unis       | 106,5    |
| 4        | Travis Ortmayer     | États-Unis       | 94       |
| 5        | Michaił Koklyaev    | Russie           | 84       |
| 6        | Phil Phister        | États-Unis       | 82       |
| 7        | Andrus Murumets     | Estonie          | 74       |
| 8        | Louis-Philippe Jean | Canada           | 73,5     |
| 9        | Terry Hollands      | Angleterre       | 55,5     |
| 10       | Mark Felix          | Angleterre       | 54       |
| 11       | Christian Savoie    | Canada           | 49       |
| 12       | Agris Kazelniks     | Lettonie         | 47       |
| 13       | Jimmy Marku         | Angleterre       | 32       |
| 14       | Derek Boyer         | Nouvelle-Zélande | 24       |

| Position | Compétiteur            | Pays       | Pointage        |
| -------- | ---------------------- | ---------- | --------------- |
| 1        | Derek Poundstone       | États-Unis | 119             |
| 2        | Zydrunas Savickas      | Lituanie   | 118             |
| 3        | Sebastian Wenta        | Pologne    | 84.25           |
| 4        | Louis-Philippe Jean    | Canada     | 83.5            |
| 5        | Travis Ortmayer        | États-Unis | 76.5            |
| 5        | Michaił Koklyaev       | Russie     | 76.5            |
| 7        | Mark Felix             | Angleterre | 67.5            |
| 8        | Stefan Solvi Peturrson | Islande    | 63.75           |
| 9        | Andrus Murumets        | Estonie    | 62 (Blessure)   |
| 10       | Christian Savoie       | Canada     | 42.5            |
| 11       | Arild Haugen           | Norvège    | 40.5            |
| 12       | Erwin Katona           | Serbie     | 36.5 (Blessure) |
| 13       | Dominic Filiou         | Canada     | 25.5            |